# Grangemouth

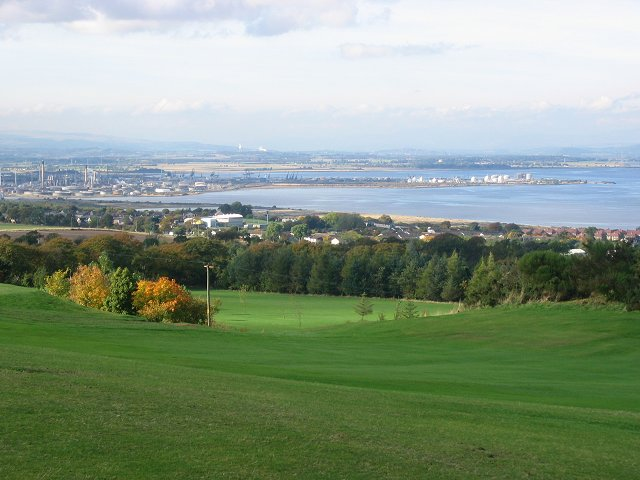
Vy mot Grangemouth från Airngath Hill.

Grangemouth (skotsk gaeliska: Inbhir Ghrainnse) är en hamnstad i mellersta Skottland och är belägen i Falkirks kommun, vid floden Carrons mynning i Firth of Forth på den östra kusten. Den är idag sammanväxt med bland annat den större orten Falkirk (som ligger cirka fem kilometer västerut), och hade 17 280 invånare 2012. Grangemouth grundades 1768 i samband med byggandet av Forth-Clydekanalen, där orten utgjorde den östra ändpunkten för kanalen, och den är fortfarande en av Storbritanniens viktigaste hamnar med ett stort oljeraffinaderi och Skottlands största containerhamn.